# Haskovo
Haskovo (bugarski: Хасково) je grad na jugu Bugarske i upravno sjedište Oblasti Haskovo. Haskovo se nalazi nedaleko granice s Grčkom i Turskom. Po popisu stanovnika iz 2005. grad je imao 96 010 stanovnika. 
Haskovo je slavilo svoju 1000 - godišnjicu 1985. godine. 
Za srednjega vijeka Haskovo je bilo znano po obližnjem Sajmu Uzundžovo, poznatom po cijeloj Bugarskoj.

## Povijest
U samom gradu i njegovoj okolici postoje brojni tragovi naseljenosti iz vremena Kamenog doba, Tračana, Grka, Rimljana i Bizantskog carstva.
U IX st. za vrijeme Prvog Bugarskog carstva podignuta je Utvrda Haskovo, tako da se je uz nju razvio grad. Haskovo je postalo centar velike teritorije između rijeka; Marice, Klokotnice i Harmanljiske rijeke.
Odmah nakon zaposjedanja grada i regije od strane Otomanskog carstva 1395. godine izgrađena je Eski cami (Stara džamija) kao jedna od prvih na cijelom Balkanu. (minaret ove džamije je blago nakrivljen).
1782. godine grad je bio poznat po imenu Marsa. Mnogi drže da je sadašnje ime grada došlo od arapske riječi has(posjed) i turske riječi köy (selo) (bugarski: Hasköy). Neki drugi povjesničari drže da je ime grada došlo od turske riječi has a što bi pak značilo čist. Ova druga teorija se vremeno raširila tako da Haskovo zovu čist grad još od vremena bugarskog nacionalnog preporoda. Turski nastavak grada köy vremenom je promijenjen tako da je od njega ostalo samo k, a dodat mu je bugarski nastavak (takav nastavak imaju i ostali slavenski jezici) - ovo.
Mnogi Bugari ponovno su se naselili u Haskovu na početku XIX st. U to doba Haskovo je postalo značajan trgovački centar, za trgovce iz gradova; Edirne, Enosa i Istanbula. 
Postupno u gradu se razvila manufakturna proizvodnja pamučnih tkanina, svilenih tkanina i sagova.
Nakon oslobođenja od otomanske vlasti 1878. godine Haskovo je postao centar za trgovinu visokokavalitetnim duhanom koji se masovno uzgajao i obrađivao u ovom kraju. Danas od svega toga nema baš puno, i nekad velika tvornica cigareta BT Haskovo je zatvorena. 
U današnjem Haskovu rade tvornice hrane, strojeva i tkanina.

## Kultura u gradu
Kulturni život grada odvija se između Dramskog kazališta - Ivan Dimov, Povijesnog muzeja grada i Umjetničke galerije koje su nosioci većine važnijih kulturnih manifestacija u gradu. 
U gradu se održava godišnji Festival narodnih pjesama i plesova Trakije (Bugarske).

## Zbratimljeni gradovi
- Abington, Pennsylvania, Sjedinjene Američke Države
- Aleksandropoli, Grčka
- Edirne, Turska
- Enguera, Španjolska
- Leicester, Ujedinjeno Kraljevstvo
- Novara, Italija
- Taškent, Uzbekistan

## Vanjske poveznice
- Stranice općine Haskovo
- Online vodič po Haskovu
- Haskovo.net
- Općina Haskovo na stranicama Domino.bg  Arhivirana inačica izvorne stranice od 16. lipnja 2011. (Wayback Machine)
- Haskovo.info
- Haskovo.biz
- Haskovlii.com